# Elisabeth Versluys
 (février 2019).
Elisabeth Versluys, de son vrai nom Elizabeth Catharina Versluijs, née le 27 décembre 1923 à Rotterdam et morte le 18 novembre 2011 à Amsterdam,, est une actrice néerlandaise.

## Filmographie

### Cinéma et téléfilms
- 1961 : De dood van een handelsreiziger : La femme
- 1961 : Piano te koop : Dame
- 1961 : School voor volwassenen : Mme De Wilk
- 1962 : Al te bont! : Elizabeth Hatfield
- 1963 : Deur haasken, dodelijk haasken : Anna Maria Schü
- 1964 : Maigret : La femme du cambrioleur
- 1965-1966 : Vrouwtje Bezemsteel (nl) : La femme du cordonnier
- 1966 : De zaak Sacco en Vanzetti : Lola Andrews
- 1967 : Electra : La choriste
- 1968 : De vuurproef (nl) : Ann
- 1968 : Amsterdam Affair (en) : La femme pleurante
- 1969 : Obsessions : Ingrid
- 1969 : De blanke slavin (nl) : La mère de Malena
- 1974 : Dr. med. Mark Wedmann - Detektiv inbegriffen : Mme Laiser
- 1974-1976 : Kunt u mij de weg naar Hamelen vertellen, mijnheer? (nl) : Brechtje de Wijn
- 1975 : Uit de wereld van Roald Dahl : La réceptionniste, Miss Veen
- 1975 : Oorlogswinter (nl) : Mme Knopper
- 1975 : Amsterdam 700 : Sofie, la fille de cuisine
- 1977 : Uit de wereld van Guy de Maupassant : La femme de ménage
- 1979 : Grijpstra & De Gier (nl) : La docteur
- 1981 : Twee vorstinnen en een vorst (nl) : La vielle Mme Ka
- 1981-1982 : De Fabriek (nl) : Mme Voors
- 1985 : De kip en het ei (nl) : Dame
- 1985 : 'n Moordstuk : Mme de Leeuw
- 1988-1989 : Medisch Centrum West (nl) : Agnes van der Voort
- 1992-1995 : Zonder Ernst (nl) : Vera Poolman
- 1993-2001 : Oppassen!!! (nl) : Tante Tip
- 1994 : Pleidooi (nl) : Mme Baltus - van der Staak
- 1994-2009 : Toen was geluk heel gewoon (nl) : Deux rôles (Mère de Nel et Lea van Vliet)
- 1995 : Het Zonnetje in Huis (nl) : La mère de Catharina
- 1999 : Baantjer : Isabel van Lookeren
- 1999 : Kees & Co. (nl) : Tante Cor
- 2002 : Intensive Care (nl) : Mme Van Tilburg